# Pliješ
Pliješ (cyr. Плијеш) – wieś w Czarnogórze, w gminie Pljevlja. W 2011 roku liczyła 24 mieszkańców.